# Charnia
Charnia é um gênero de uma forma de vida Ediacarana similar a uma Fronde. Tem cristas segmentadas  e ramificadas alternadamente para a direita e esquerda em um zig-zag. O gênero Charnia foi nomeado em homenagem à Floresta Charnwood em Leicestershire, Inglaterra, onde o primeiro espécime fossilizado foi encontrado.

## História
O primeiro exemplar fossilizado foi encontrado na Floresta de Charnwood, em Leichestershire, Inglaterra. Antes de sua descoberta, achava-se que não existiam formas de vida no período que hoje é chamado de Pré-Cambriano. O achado feito por um estudante surpreendeu os geólogos, estimulando-os instantaneamente a procurar por fósseis em rochas mais antigas. Graças a esse entusiasmo, foi descoberta uma nova gama de animais conhecida como Biota ediacarana ou Biota vendiana. Alguns cientistas acreditam que essa fauna deu origem a alguns grupos de animais existentes hoje, outros que ela desapareceu sem deixar descendentes.
Pensava-se que Charnia era uma alga ou planta primitiva câmbrica, mas agora acha-se que ela era um misterioso animal Ediacarano. Por mais que ela se assemelhasse com uma Pennatulacea, Charnia era um animal fractal, por isso não poderia ter desenvolvido órgãos que os animais hoje vivos possuem.

## Distribuição
Fósseis foram encontrados, como já dito, na Floresta Chernwood, Inglaterra, nas Colinas Ediacara, Australia, na Sibéria e em áreas próximas ao Mar Branco, ambas na Rússia, e em alguns depósitos Pré-Cambrianos em Terra Nova, Canadá. Várias espécies de Charnia foram descritas, mas apenas a espécie de tipo C. masoni é considerada válida. Alguns espécimes de C. masoni foram descritos como membros do gênero Rangea ou um gênero separado Glaessnerina :
- Rangea grandis Glaessner & Wade, 1966 = Glaessnerina grandis
- Rangea sibirica Sokolov, 1972 = Glaessnerina sibirica

Duas outras espécies descritas de Charnia foram transferidas para dois gêneros separados
- Charnia wardi Narbonne & Gehling, 2003  transferidos para o gênero Trepassia Narbonne et al., 2009
- Charnia antecedens Laflamme et al., 2007  transferidos para o gênero Vinlandia Brasier, Antcliffe & Liu, 2012

Pensa-se que vários táxons da forma ediacarana representam Charnia (ou Charniodiscus ) em diferentes níveis de decomposição; estes incluem os Ivesheadiomorphs Ivesheadia , Blackbrookia , Pseudovendia e Shepshedia . A Charnia Masoni foi descrita pela primeira vez no Maplewell Group em Charnwood Forest, na Inglaterra, e posteriormente foi encontrado em Ediacara Hills, na Austrália,  Sibéria e no Mar Branco na Rússia  e depósitos pré - cambrianos na Terra Nova, Canadá. Viveu há cerca de 570-550 milhões de anos.

## Dados
Pouco se sabe sobre a natureza da Charnia. Foram bentônicas e sésseis, ancoradas no fundo do mar. De acordo com uma hipótese atualmente popular, provavelmente vivia em águas profundas, abaixo da base de ondas (talvez muito abaixo da base de ondas), o que significa que ela não poderia fazer fotossíntese graças a escassez de luz solar, descartando a hipótese de ser uma planta. Além disso, ela não tem aparelho de alimentação óbvio (boca, intestino, etc), o que deixa sua natureza um tanto enigmática. Alguns têm especulado que ele sobreviveu tanto pela alimentação por filtragem ou absorção de nutrientes diretamente, e este é atualmente o foco das pesquisas. Há uma hipótese que diz que ela se alimentava absorvendo carbono dissolvido na água pela sua "pele".
O crescimento e desenvolvimento da biota Ediacarana é também um assunto de investigação contínua, e isto tem a hipótese desacreditada da Pennatulacea . Em contraste com Pennatuláceos , que nascem através da inserção basal, Charnia cresce pela inserção apical de novos corpos/brotos.